# Ivica Sudnik
Ivica Sudnik (Samobor, 23. listopada 1910. - Samobor, 24. rujna 2002.) hrvatski kulturni, turistički i sportski radnik te publicist. Prvi i zasada (2010. godina) jedini počasni gradonačelnik grada Samobora.

## Životopis
Ivica Sudnik rođen je 23. listopada 1910. godine u Samoboru, gradu za kojeg je bio najviše vezan svojim radom. Iako se kao datum rođenja navodi i 24. listopad, Sudnik je rođen 23. kasno navečer, a u matične knjige uveden je tek idućeg dana. Nakon završene pučke škole u Samoboru, te realne gimnazije u Zagrebu, Sudnik odlazi na šegrtsko vandranje Austrijom, gdje izučava urarski zanat.

## Fotografija
"Sve je počelo fotografijom" najčešći je odgovor Ivice Sudnika na pitanje kako je postao kolekcionar. Sudnik fotografira motive Samobora, a svoje radove objavljuje 1938. godine u foto-monografiji "Samobor". Dugogodišnji je član foto-kluba Zagreb, a fotografiranju je podučavao i Tošu Dabca, osnivača i glavnog predstavnika "Zagrebačke škole umjetničke fotografije". Za svoju fotografiju "Seljaci na dogovoru" Sudnik osvaja nagradu na 8. međunarodnom salonu fotografije u Bostonu (SAD) 1939. godine.

## Samoborski muzej
Fotografirajući po Samoboru i okolici, Sudnik se susreće s nizom predmeta značajnih za povijest grada Samobora, te 1925. godine osniva zbirku “Samoborska bibliografija”, 1928. godine “Samoborsku kroniku”, a priredio je i treću zbirku “Samoborske starine”. Te su tri zbirke bile temelj budućem Samoborskom muzeju. Zaslugom Sudnika ostvaren je intenzivni sakupljački i istraživački rad na području Samobora.  Ivica Sudnik i dr. Stjepan Orešković obavili su velik dio stručno organizacijskih poslova na formiranju fondova zbirki i osiguranju prostora za stalni postav muzeja. Također, Sudnik je muzeju poklonio prvih tridesetak predmeta buduće etnološke zbirke, a jer u prve dvije godine muzej nije dobivao sredstva, veći broj etnoloških predmeta Sudnik je otkupio vlastitim sredstvima. Svoju osobnu zbirku, Sudnik poklanja Samoborskom muzeju 1984. godine.
Sudnik je bio direktor Samoborskog muzeja od osnutka 1948. godine do 1981. kada postaje savjetnikom sve do svoje smrti 2002. godine.

## Planinarstvo i sport
Ivica Sudnik bio je i aktivan planinar. Od 1925. godine član je Hrvatskog planinarskog društva "Japetić" iz Samobora, čiji je predsjednik od 1953. do 1982. godine. Sudnik je, među ostalima zaslužan i za izgradnju planinarskog doma na Velikom Dolu koji će 2005. godine ponijeti njegovo ime. Sudnik aktivno sudjeluje i u radu Hrvatskog planinarskog saveza (tada Planinarski savez Hrvatske), a bio je i član njihove uprave te predsjednik Komisije za povijest planinarstva. Među inicijatorima je Muzeja planinarstva u Ogulinu.
Sudnik 1931. godine u sklopu HPD Japetić osniva sanjkašku sekciju i priređuje prvo skijaško prvenstvo Samobora. Osnivač je i prvi predsjednik Sanjkaškog saveza Hrvatske (1962. godine). Sudnik je bio član uprave Saveza za fizičku kulturu Hrvatske i njegove Komisije za povijest sporta, a kasnije ulazi i u Hrvatski olimpijski odbor.

## Publicistika i novinarstvo
Zajedno s fotografijom, Sudnik se počinje baviti i izvještavačkim novinarstvom, kao dopisnik tadašnjeg Hrvatskog dnevnika, za kojeg je izvještavao s Olimpijskih igara 1936. godine u Berlinu. Radeći kao muzealac, Sudnik piše ili uređuje brojne kataloge koji su pratili izložbe i zbirke Samoborskog muzeja. Sudnik doprinosi svojim članicima o povijesti planinarstva u glasilu Hrvatskog planinarskog saveza Naše planine (danas Hrvatski planinar), te o povijesti sporta u časopisu "Povijest hrvatskog športa" Hrvatskog olimpijskog odbora. Potkraj života, Sudnik je sistematizirao svoju bibliografiju koja se čuva u Samoborskom muzeju.

## Počasti i nagrade (nepotpun popis)
- Spomenik Ivici Sudniku ispred Samoborskog muzejaRed Danice hrvatske s likom Franje Bučara 1999.[6]
- Imenovan počasnim gradonačelnikom grada Samobora 1990.
- Nagrada Hrvatske turističke zajednice za životno djelo 1997.[7]
- Novoizgrađena ulica u Samoboru imenovana po njemu 2009.
- Planinarski dom "Ivice Sudnika" na Velikom Dolu (nazvan 2005.)
- Sudnikov planinarski pohod[8]
- Spomenik ispred Samoborskog muzeja rad akademskog kipara Petra Ujevića postavljen 2007. godine.
- Spomen-ploča na Sudnikovoj rodnoj kući rad Irene Podvorac postavljena 2004.
- Trofej fizičke kulture Hrvatske
- Zlatni znak Planinarskog saveza Hrvatske 1962.
- Nagrada Pavao Ritter Vitezović, Hrvatskog muzejskog društva 1986.[9]